# Casas de Reina
Casas de Reina és un municipi de la província de Badajoz a la comunitat autònoma d'Extremadura, a la comarca de Campiña Sur.

## Història
Les primeres restes arqueològics trobades en el municipi es remunten al Paleolític, i el seu major apogeu històric es va donar en època de la dominació romana. En el terme municipal es troba la ciutat de Regina Turdulorum, situada a la Via de la Plata. La ciutat es va fundar el segle i, resultat de la unificació de diversos nuclis de població dels quals el més important es va situar en el turó de l'Alcassaba de Reina. Els motius de la creació de la ciutat van estar íntimament lligats a raons econòmiques: abundància de mines, bons terrenys agrícoles, zones boscoses i abundància d'aigua. La població es localitza en l'eix dels vells itineraris i calçades que unien Corduba i Hispalis amb Emerita Augusta, el que va vivificar la població al llarg dels segles.
Per diversos autors antics, entre els quals el naturalista Plini el Vell, se sap que la ciutat i el seu territori van formar part de l'antiga demarcació geogràfica anomenada Baeturia Turdulorum, la qual més tard va ocupar el Conventus Cordubensis. Gràcies a dades de les excavacions es coneix que alguns dels seus habitants eren d'Itàlia o fins i tot d'Orient, qui van rendir cult a les divinitats oficials de l'estat, a les orientals i als déus del terrer.
La república reginensis va rebre l'organització política romana en època de la dinastia Flavia, i l'administració romana va tenir molt en compte els seus naturals des del període anterior dels governs de Claudi i Neró, als quals va dotar de tots els serveis i comoditats de l'època. Regina és citada per última vegada en les Actes de l'II Concilio Hispalense en l'any 619, presidit per Isidor de Sevilla, en el qual es va dirimir un plet entre aquesta població i Celti (Peñaflor) per la jurisdicció d'una basílica. La data exacta de la fundació es desconeix, però hagué de ser en època d'August, i probablement relacionada amb la mineria de la zona. El seu abandó va poder ocórrer amb motiu de les convulsions que es produïxen arran de la dominació àrab i la població resultant passaria a ocupar novament les altures del turó on es va aixecar la referida Alcazaba de Reina. Després de la Reconquesta, Cases de Reina va constituir una de les set viles comuneres de l'encomana de Reina, en les quals es trobaven incloses les seves rendes, pertanyent a l'Orde de Santiago al costat de les també poblacions de Reina i Trasierra.